# 九州殊口增六
波江座37，又名BD-07 758，HD 26409、SAO 131001、HR 1290，是波江座的一颗恒星，视星等为5.44，位于銀經199.19，銀緯-38.76，其B1900.0坐标为赤經4h 5m 29.7s，赤緯-7° -38.76′ 6″。